# Kouno
Kouno est une ville du Tchad située dans le nord du Moyen-Chari, au sud de Korbol et au sud-est de Dik, sur la route Ndjamena-Sarh.
À la fin du XIXe siècle, la ville a fait partie de l'empire de Rabah (Rabih az-Zubayr ibn Fadl Allah). Le 28 octobre 1899, elle a été attaquée, sans succès, par la colonne française commandée par Émile Gentil.
Le 29 juin 2008, la ville a été attaquée par 700 fidèles du gourou islamiste Ahmat Ismael Bichara, désireux de propager « le jihad du Tchad au Danemark » : 4 gendarmes et 68 fidèles de Bichara ont été tués, 150 cases, quatre églises, un dispensaire et la gendarmerie ont été brûlés. À la sous-préfecture, les islamistes ont fait descendre le drapeau national pour le remplacer par un drapeau blanc où était inscrit « il n'y a de Dieu qu'Allah, et Mohammed est son prophète ». Ahmat Ismael Bichara a été arrêté par les forces de l'ordre lors de ces évènements.